# Amilly (Loiret)
Pour les articles homonymes, voir Amilly.
Amilly est une commune française située dans le département du Loiret en région Centre-Val de Loire.
La ville constitue l’un des trois pôles urbains de l’agglomération de Montargis. Elle a connu une croissance régulière depuis le XIXe siècle, grâce à l’industrie et au canal de Briare. Elle participe aujourd’hui aux pôles industriels de la région, notamment dans le secteur pharmaceutique.

## Géographie

### Situation

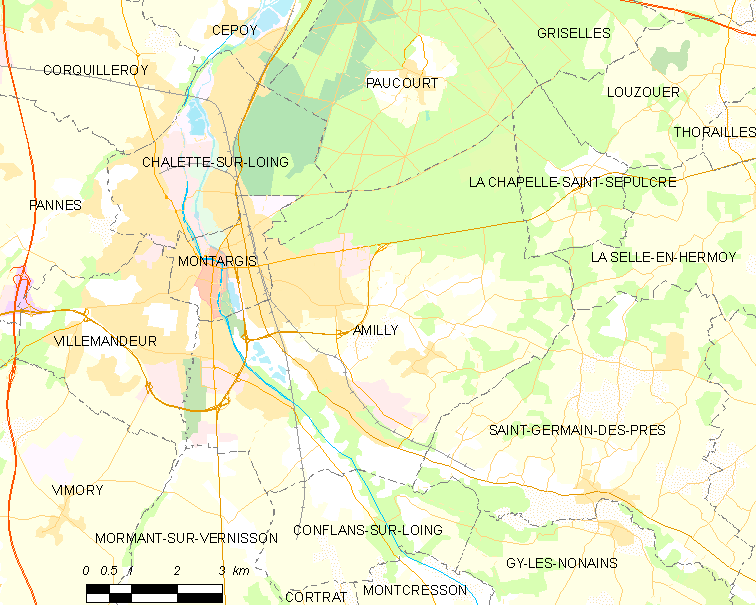
Commune d'Amilly et communes limitrophes.

La commune d'Amilly se trouve dans le quadrant nord-est du département du Loiret, dans la région agricole du Gâtinais pauvre. À vol d'oiseau, elle se situe à 64,7 km d'Orléans, préfecture du département, et à 3 km de Montargis, sous-préfecture. La commune fait partie du bassin de vie de Montargis.
La commune est limitrophe de neuf communes : Conflans-sur-Loing (2,9 km), Montargis (3 km), Mormant-sur-Vernisson (3,8 km), Châlette-sur-Loing (4,8 km), Villemandeur (4,8 km), Saint-Germain-des-Prés (6,4 km), Paucourt (6,9 km), La Chapelle-Saint-Sépulcre (7,4 km) et  La Selle-en-Hermoy.

### Topographie et géologie
L’altitude va de 86 à 139 m. La vallée du Loing marque un creux au sud-ouest de la commune, et la ville surplombe la vallée. La forêt se situe à l’ouest d’un vaste plateau calcaire. Le sol présente des trous localisés ou dolines liés à l’érosion du calcaire, 61 mares étaient répertoriées en 1994.

### Géologie et relief

#### Géologie
La commune se situe dans le sud du Bassin parisien, le plus grand des trois bassins sédimentaires français. Cette vaste dépression, occupée dans le passé par des mers peu profondes et des lacs, a été comblée, au fur et à mesure que son socle s’affaissait, par des sables et des argiles, issus de l’érosion des reliefs alentours, ainsi que des calcaires d’origine biologique, formant ainsi une succession de couches géologiques.
Les couches affleurantes sur le territoire communal sont constituées de roches sédimentaires datant du Cénozoïque, l'ère géologique la plus récente sur l'échelle des temps géologiques, débutant il y a 66 millions d'années, et du Mésozoïque, anciennement appelé Ère secondaire, qui s'étend de −252,2 à −66,0 Ma. Les plus anciennes sont de la craie blanche à silex remontant à la période Crétacé. Les plus récentes sont des alluvions récentes des lits mineurs remontant à l’époque Holocène de la période Quaternaire. Le descriptif de ces couches est détaillé dans  la feuille « n°365 - Montargis » de la carte géologique harmonisée au 1/50 000ème du département du Loiret, et sa notice associée.

Carte géologique de la commune

|  | Fz : | alluvions récentes des lits mineurs, Holocène                                                     |
|  | Fy : | alluvions récentes des levées et montilles de la Loire et des basses terrasses du Loing, Holocène |
|  | Fx : | alluvions de basse terrasse de la Loire, Pléistocène (Wurm), terrasse +5 m                        |

|  | m1MGa : | molasse du Gâtinais, Aquitanien |

|  | g1CEt : | calcaire d'Étampes, Stampien supérieur |

|  | e4PN : | poudingue de Nemours, Paléocène-Éocène inférieur |

|  | e1-4Rc : | complexe argilo-sableux à silex = argiles à silex, Paléocène-Éocène inférieur |

|  | c4Cr : | craie blanche à silex, Santonien |

#### Relief
La superficie cadastrale de la commune publiée par l’Insee, qui sert de références dans toutes les statistiques, est de 40,26 km2,. La superficie géographique, issue de la BD Topo, composante du Référentiel à grande échelle produit par l'IGN, est quant à elle de 40,32 km2. L'altitude du territoire varie entre 86 m et 139 m.

### Hydrographie

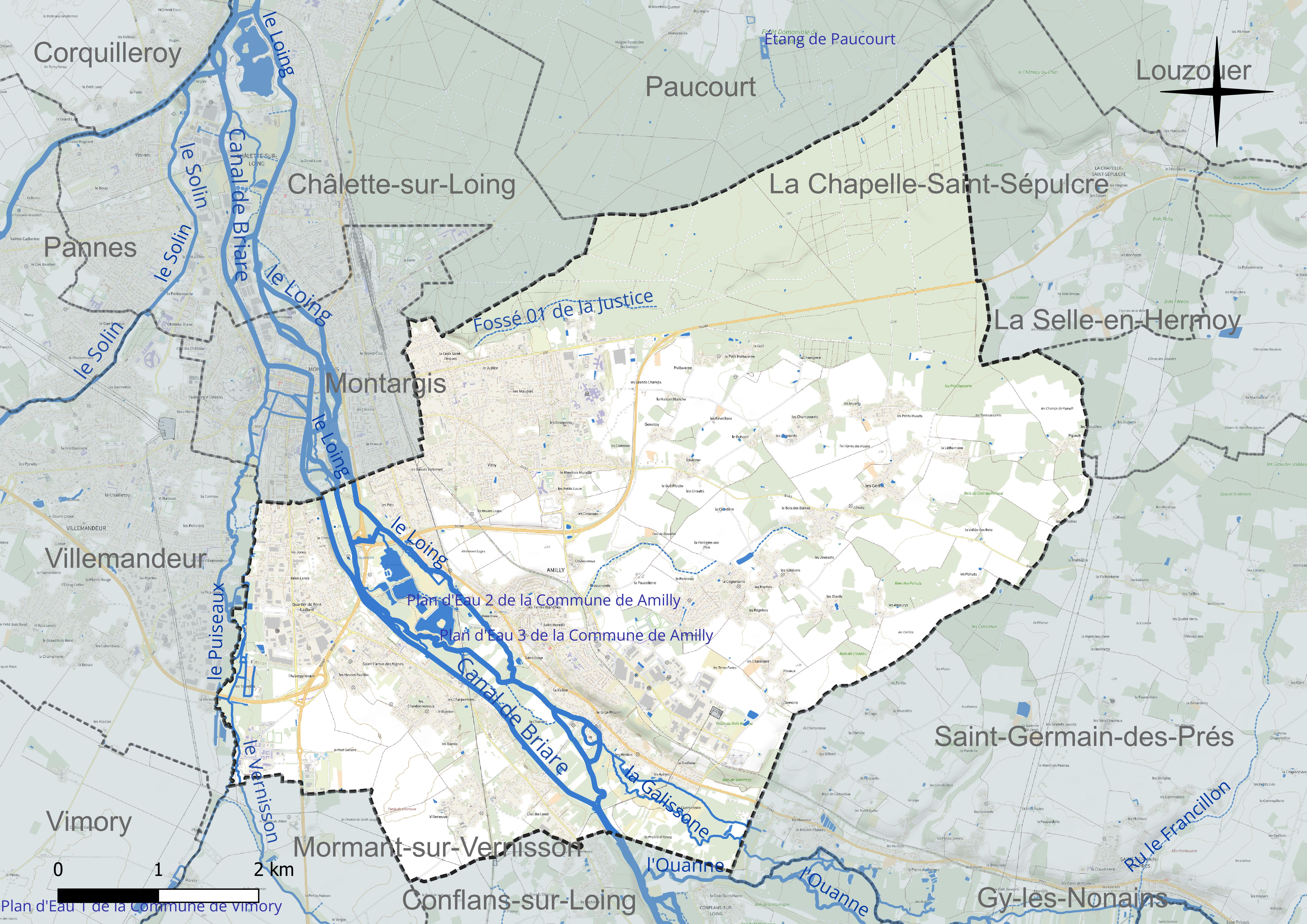
Réseau hydrographique de Amilly.

La commune est traversée par le Canal de Briare (4,546 km) et le Loing (5,054 km). Le réseau hydrographique communal, d'une longueur totale de 23,05 km, comprend deux autres cours d'eau notables, le Puiseaux (0,145 km) et le Vernisson (2,013 km), et onze petits cours d'eau dont un bras de du Loing (0,905 km), un bras de l'Ouanne (1,708 km), le cours d'eau 01 de la Commune d'Amilly (0,058 km), le fossé 01 de la Justice (2,009 km), La Galissone (2,298 km), les Puiseaux (0,038 km), un bras du Loing (0,304 km) et un bras du Puiseaux (0,222 km) et le canal 01 de la Nivelle (0,589 km).
Le canal de Briare permet à la navigation de relier les fleuves de Loire et de Seine et est un des plus anciens canaux de France et le premier de type canal à bief de partage, prototype de tous les canaux modernes. Avec les 54 km de son parcours et ses 38 écluses, en suivant principalement les vallées du Loing côté Seine et de la Trézée côté Loire, il relie le canal du Loing, depuis le hameau de  Buges dans le Loiret (non loin de Montargis), à la Loire et au canal latéral à la Loire à Briare. Le canal est géré par VNF.
Le Loing, d'une longueur totale de 142,7 km, prend sa source à Sainte-Colombe-sur-Loing, arrose la Puisaye et le Gâtinais et se jette  dans la Seine à Moret-Loing-et-Orvanne. La station hydrométrique la plus proche de la commune est celle de Montargis, pont de Tivoli. La hauteur maximale a été atteinte le 20 janvier 1910 avec 3,16 m.
Le Puiseaux, d'une longueur totale de 37,1 km, prend sa source dans la commune des Choux et se jette  dans la Loing à Chalette-sur-Loing, après avoir traversé 12 communes. Sur le plan piscicole, le Puiseaux est classé en deuxième catégorie piscicole. L'espèce biologique dominante est constituée essentiellement de poissons blancs (cyprinidés) et de carnassiers (brochet, sandre et perche).
Le Vernisson, d'une longueur totale de 37,1 km, prend sa source dans la commune de La Bussière et se jette  dans le canal 01 des Bonnins à Montargis, après avoir traversé 11 communes. Sur le plan piscicole, le Vernisson est également classé en deuxième catégorie piscicole.
La commune a connu une inondation  par remontée de nappe phréatique du 1er  septembre au 31 décembre 2010, mais n'a pas été reconnue en état de catastrophe naturelle.

### Climat
Pour des articles plus généraux, voir Climat du Centre-Val de Loire et Climat du Loiret.
En 2010, le climat de la commune est de type climat océanique dégradé des plaines du Centre et du Nord, selon une étude du CNRS s'appuyant sur une série de données couvrant la période 1971-2000. En 2020, Météo-France publie une typologie des climats de la France métropolitaine dans laquelle la commune est exposée à un climat océanique altéré et est dans la région climatique Nord-est du bassin Parisien, caractérisée par un ensoleillement médiocre, une pluviométrie moyenne régulièrement répartie au cours de l’année et un hiver froid (3 °C).
Pour la période 1971-2000, la température annuelle moyenne est de 10,9 °C, avec une amplitude thermique annuelle de 15,7 °C. Le cumul annuel moyen de précipitations est de 695 mm, avec 10,8 jours de précipitations en janvier et 7,5 jours en juillet. Pour la période 1991-2020, la température moyenne annuelle observée sur la station météorologique installée sur la commune est de 11,7 °C et le cumul annuel moyen de précipitations est de 642,8 mm,. Pour l'avenir, les paramètres climatiques de la commune estimés pour 2050 selon différents scénarios d'émission de gaz à effet de serre sont consultables sur un site dédié publié par Météo-France en novembre 2022.
| Mois                                  | jan.           | fév.           | mars          | avril         | mai           | juin           | jui.           | août           | sep.          | oct.            | nov.             | déc.           | année     |
| ------------------------------------- | -------------- | -------------- | ------------- | ------------- | ------------- | -------------- | -------------- | -------------- | ------------- | --------------- | ---------------- | -------------- | --------- |
| Température minimale moyenne (°C)     | 1,3            | 0,8            | 2,7           | 4,6           | 8,4           | 11,7           | 13,3           | 12,9           | 9,6           | 7,4             | 3,9              | 1,8            | 6,5       |
| Température moyenne (°C)              | 4,3            | 4,8            | 7,9           | 10,7          | 14,5          | 17,9           | 20             | 19,8           | 16            | 12,3            | 7,6              | 4,8            | 11,7      |
| Température maximale moyenne (°C)     | 7,4            | 8,9            | 13,1          | 16,7          | 20,6          | 24,2           | 26,8           | 26,7           | 22,4          | 17,2            | 11,2             | 7,9            | 16,9      |
| Record de froid (°C) date du record   | −21 17.01.1985 | −22 25.02.1986 | −13 01.03.05  | −6,3 04.04.22 | −1 04.05.1991 | 0,1 05.06.1991 | 3,9 04.07.1984 | 2,4 28.08.1974 | −1 29.09.1972 | −7,8 30.10.1997 | −11,2 23.11.1993 | −17,2 19.12.09 | −22 1986  |
| Record de chaleur (°C) date du record | 18 30.01.02    | 22 27.02.19    | 26,2 31.03.21 | 31 25.04.07   | 32,9 28.05.17 | 38,7 18.06.22  | 41,9 25.07.19  | 42,1 06.08.03  | 35,4 08.09.23 | 30,6 01.10.1985 | 22,7 03.11.1993  | 18 16.12.1989  | 42,1 2003 |
| Précipitations (mm)                   | 46,7           | 44,3           | 44,1          | 50,6          | 66,1          | 51,5           | 56,4           | 49,9           | 48,5          | 62              | 61,7             | 61             | 642,8     |

### Paysages
Amilly est située dans l'aire urbaine de Montargis ; certains quartiers de la ville sont rattachés à Montargis au nord-ouest. Le centre-bourg, situé à l’est de la vallée, a conservé un caractère rural.
La forêt domaniale de Montargis couvre 800 hectares du territoire, la zone industrielle d’Amilly 120 hectares. Une majorité du territoire (partie nord et est) est couverte par des bois, des champs et des hameaux, avec en limite nord-ouest la route nationale 60.

### Milieux naturels et biodiversité

#### Zones nationales d'intérêt écologique, faunistique et floristique

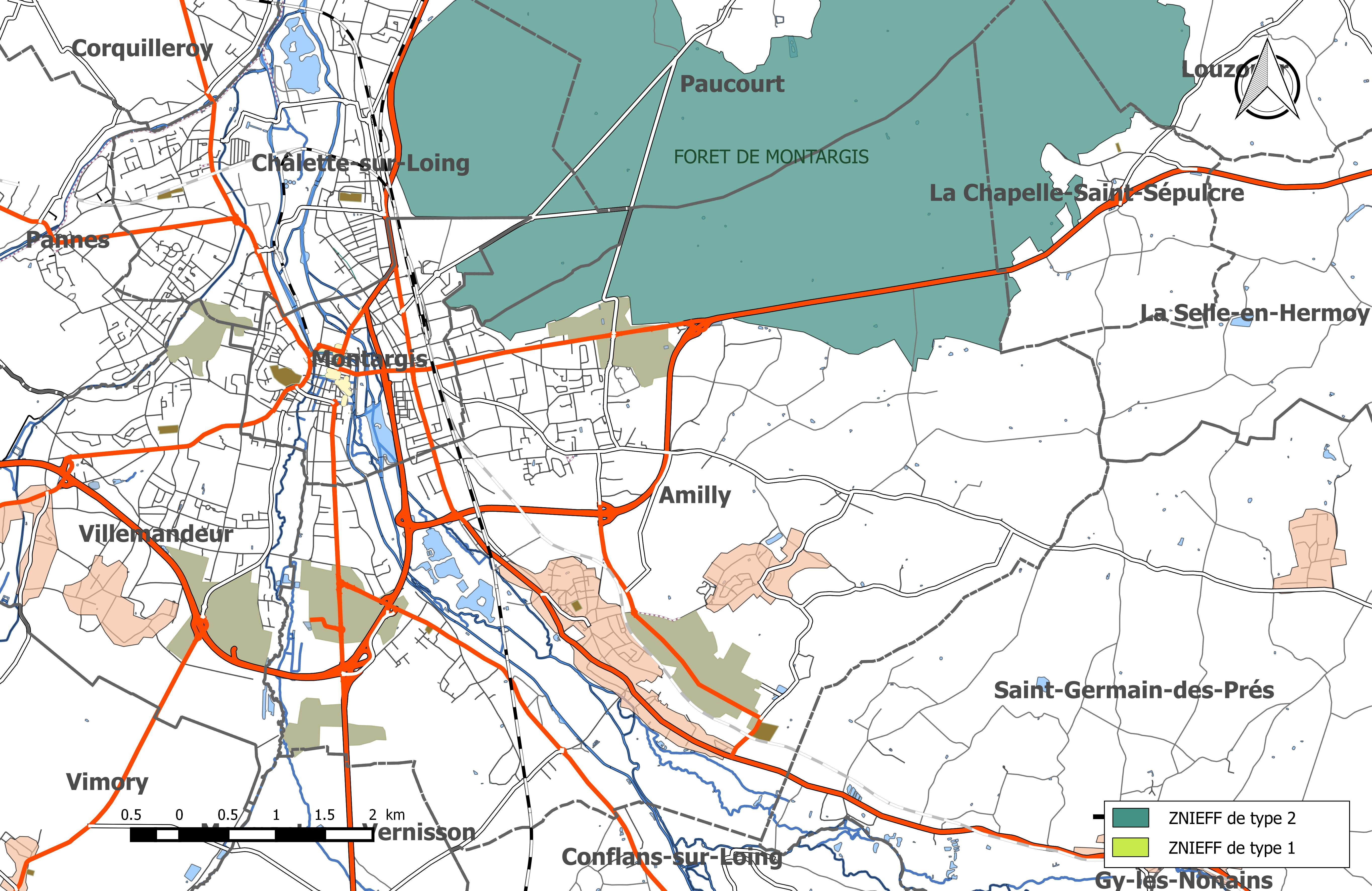
Carte des ZNIEFF de la commune et de ses abords.

L’inventaire des zones naturelles d'intérêt écologique, faunistique et floristique (ZNIEFF) a pour objectif de réaliser une couverture des zones les plus intéressantes sur le plan écologique, essentiellement dans la perspective d’améliorer la connaissance du patrimoine naturel national et de fournir aux différents décideurs un outil d’aide à la prise en compte de l’environnement dans l’aménagement du territoire. Deux Znieff sont recensées sur le territoire communal : la prairie humide du Puiseaux et la forêt de Montargis.
La ZNIEFF, de deuxième génération et de type 2, dénommée forêt de Montargis, d'une superficie de 4 598 hectares, est répertoriée depuis 1985-86 pour ses intérêts écologiques et faunistiques. Elle s'étend sur 9 communes, dont Amilly pour la frange sud de la ZNIEFF correspondant à la partie nord de la commune. Son altitude varie entre 88 et 133 m. Le chêne est l'essence la plus représentée, toutefois, la chênaie-hêtraie est présente sous forme de stations de faible superficie. La flore se caractérise par la présence de végétaux associés aux sols acides comme la callune (Calluna vulgaris), la violette des chiens (Viola canina) ou la myrtille (vaccinium myrtillus), et aux sols neutres à légèrement alcalins sur calcaire ou marne (Rosa micrantha, La scille à deux feuilles (Scilla bifolia), le céphalanthère à longues feuilles (Cephalanthera longifolia), le gaillet odorant (Galium odoratum). Un réseau complexe de mares (toutes ne sont pas en eau la même année) conduit à de notables déplacements d'amphibiens en période de reproduction. Le nord-est du massif est ainsi directement concerné. Le nord du massif, nettement relié à la vallée de la Clairis correspond également à un secteur de mouvements importants de mammifères grands et petits ainsi que pour l'avifaune. L' intérêt pour les chiroptères semble s'être déplacé durant les années vers la vallée de la Clairis.
La forêt de Montargis est gérée par l'Office national des forêts.

#### Association de protection du patrimoine naturel
Le siège de la branche locale de l'association de sauvegarde des variétés de pommes du bocage gâtinais « Les Croqueurs de pommes du bocage gâtinais» se trouve à la mairie d'Amilly.

## Urbanisme

### Typologie
Au 1er janvier 2024, Amilly est catégorisée ceinture urbaine, selon la nouvelle grille communale de densité à sept niveaux définie par l'Insee en 2022.
Elle appartient à l'unité urbaine de Montargis, une agglomération intra-départementale regroupant huit  communes, dont elle est ville-centre,,. Par ailleurs la commune fait partie de l'aire d'attraction de Montargis, dont elle est une commune de la couronne,. Cette aire, qui regroupe 33 communes, est catégorisée dans les aires de 50 000 à moins de 200 000 habitants,.

### Occupation des sols
L'occupation des sols de la commune, telle qu'elle ressort de la base de données européenne d’occupation biophysique des sols Corine Land Cover (CLC), est marquée par l'importance des territoires agricoles (40,6 % en 2018), en diminution par rapport à 1990 (45,4 %). La répartition détaillée en 2018 est la suivante : 
forêts (31,7 %), terres arables (29 %), zones urbanisées (18,6 %), zones industrielles ou commerciales et réseaux de communication (7,2 %), zones agricoles hétérogènes (5,9 %), prairies (5,7 %), eaux continentales (1,4 %), espaces verts artificialisés, non agricoles (0,5 %).

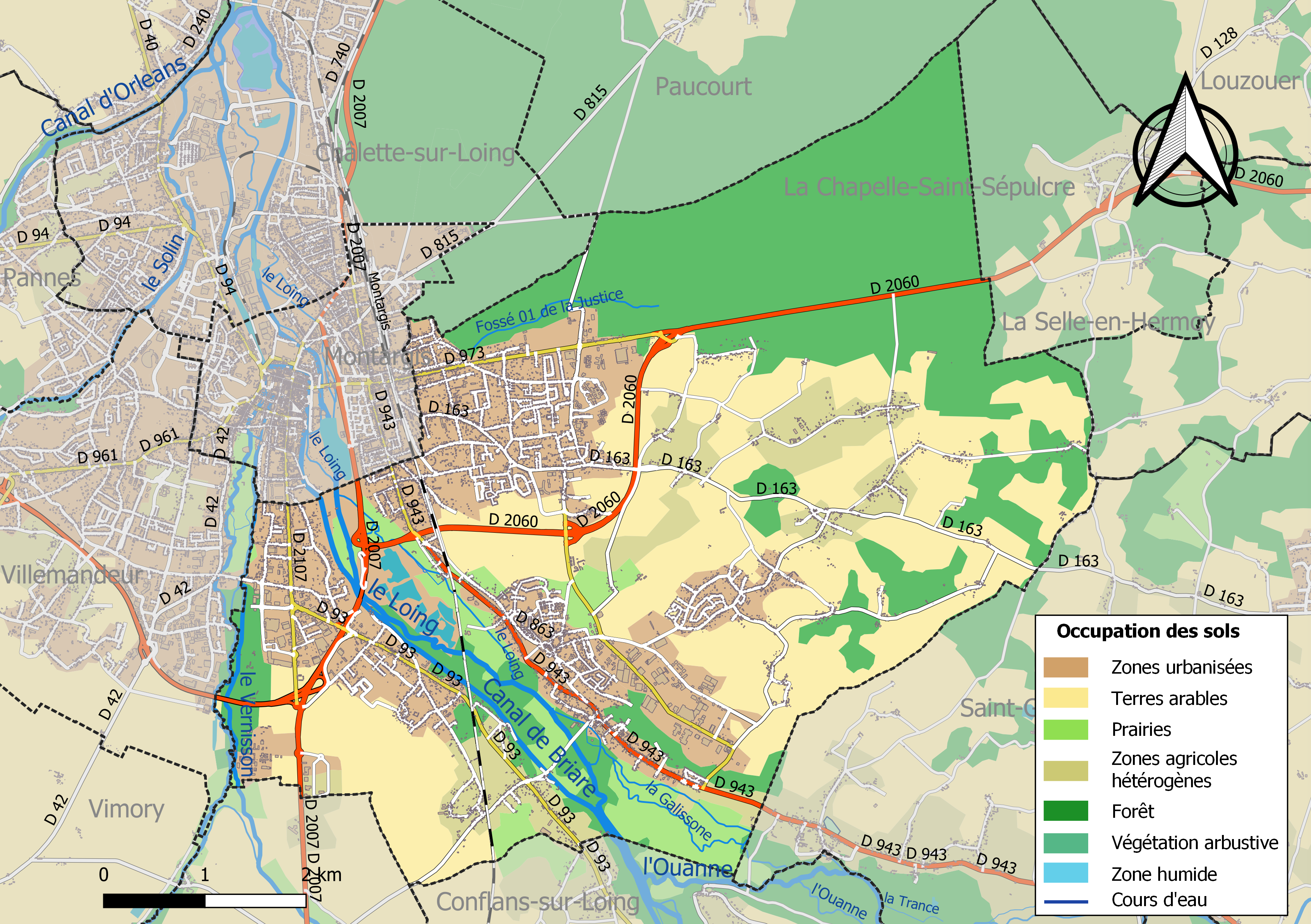
Carte des infrastructures et de l'occupation des sols en 2018 (CLC) de la commune.
Carte orthophotogrammétrique de la commune.

### Lieux-dits et écarts
Le bourg d'Amilly s'est considérablement étendu au cours des quarante dernières années et a absorbé d'anciens hameaux et villages jusque-là séparés et maintenant devenus des quartiers de la ville. Le tissu urbain qui les relie, clairement en grande partie récent et décrit ci-dessous, contraste avec les vieilles maisons de l'ancien bourg. 
- Le bourg (centre-ville avec mairie, écoles et église) est situé partiellement en hauteur sur le flanc de rive droite de la vallée du Loing.
- Gros Moulin, en contrebas du bourg au fond de la vallée du Loing, est comme son nom le suggère près de la rivière, et dans une zone marécageuse. Son nom vient d’un ancien moulin devenu fabrique où se filaient coton et soie, puis lin[43], avant que ne s'y installe l'usine du laboratoire Lematte et Boinot et aujourd’hui un centre logistique pharmaceutique.
- Viroy, sur un plateau, est un quartier essentiellement résidentiel où se trouve le collège Robert-Schuman, du nom de l’homme politique français (anciennement collège Robert-Schumann, du nom du compositeur allemand du XIXe siècle)[44].
- Antibes, au sud, est un quartier très récent et constitue la plus grande zone commerciale de l’agglomération montargoise.
- Les Goths au nord est encore un hameau tout à fait distinct, même si de nouvelles maisons s'y sont récemment construites.
- Saint-Firmin-des-Vignes en rive gauche (à ne pas confondre avec Saint-Firmin-des-Bois proche) est maintenant presque entièrement relié à l'agglomération du sud de Montargis mais garde une saveur très rurale avec ses maisons de bourg anciennes.
- La Ferté, sur les bords du canal de Briare, marque la limite des communes d’Amilly et Conflans-sur-Loing. C'est aussi un lieu-dit avec une maison forte déjà citée au XIe siècle.

Les lieux-dits suivis d'une astérisque sont situés à l'écart de la route indiquée.
A
- Les Amaurys*,         D163
- L'Armoire*,           D943
- L'Auberge Neuve*,     av. d'Antibes
- Les Aulnes,           D943

B
- Les Barres*,          D93
- Le Buisson*,          D163
- Les Blards*,          D163
- Le Bois des Dames*,   D163
- Les Bourgoins*,       D163 (bourg)
- Brise-Lance*,         av. d'Antibes
- Brosseronde*,         N-E du bourg

C
- Les Châtelains*,      D943
- Les Champourris
- Les Chardonnereaux*,  D93
- Les Charpentiers,     D93
- La Charrogerie
- Le Chesnoy (école d'agric.)
- Le Christ,            av. d'Antibes
- Clos du Canal*,       D93
- Les Closeaux*,        D163
- La Cognetterie*,      D163 (près des Martins)
- La Caustière*,        D163
- Couleuvreux*,         au nord du bourg
- La Croix Saint-Jacques*, D973 (bourg)

E
- L'Étoile,             D163

F
- La Ferté, chteau, D93
- La Fontaine aux Pois*, D163 (près des Martins)
- La Fontaine,          rte des Martins

G
- Genetoy,              D163
- Les Giraults*,        D163
- Les Goths*,           D163
- Les Grands Champs*,   D973
- La Grefferie,         D943
- Gros Moulin,          D943
- Le Gué Pioche*,       D163

H
- Les Hautes Feuilles*, D93

J
- Les Joncs,            av. d'Antibes
- Les Joussets*,        D163
- La Justice*,          D973 (bourg)

L
- La Léthumière*,       D163

M
- La Maison Blanche*,   D163
- Maltaverne*,          N60
- Le Petit Maltaverne*, N60
- Les Maupas,           D973 (bourg)
- Le Marchais Muraillé*, D163
- Les Martins,          rte des Martins
- La Mère-Dieu*,        D943
- Les Merlins,          D943
- Moulin Bardin*,       D93
- Moulin Charrier*,     D943
- Moulin de Paille*,    D943
- Les Musets*,          D163
- Les Petits Musets*,   D163

N
- La Nivelle*,          D943

P
- La Pailleterie*,      av. d'Antibes
- Les Petits Louis*,    D163
- Les Pins*,            D163
- Pipault*,             D163
- Pisseux*,             D943
- Les Pohuts*,          D943
- Les Pointards,        rte des Musets
- Pont Gaillard (quartier du -)*, av. d'Antibes
- La Poulaillerie*,     N-E du bourg

R
- Les Râteliers*,       D943
- Les Régniers*,        D163 (près des Martins)
- Les Réveillons*,      D163
- Le Ruisseau*,         D163 (près des Martins)

S
- Saint-Benoist,        bourg
- Saint-Firmain-des-Vignes, D93
- Saint-Loup*,          D943
- Les Sarradins*,       D163
- Saulceux*,            D163

T
- Les Terres Blanches*, bourg
- Les Tourelles,        av. d'Antibes
- La Tuilerie*,         D93

V
- La Vallée,            D943
- La Vallée des Retz,   D163
- Varennes, chteau de-, D943
- Les Basses Varennes*, D943
- Villeneuve*,          D93
- Viroy*,               D163

### Routes et transports

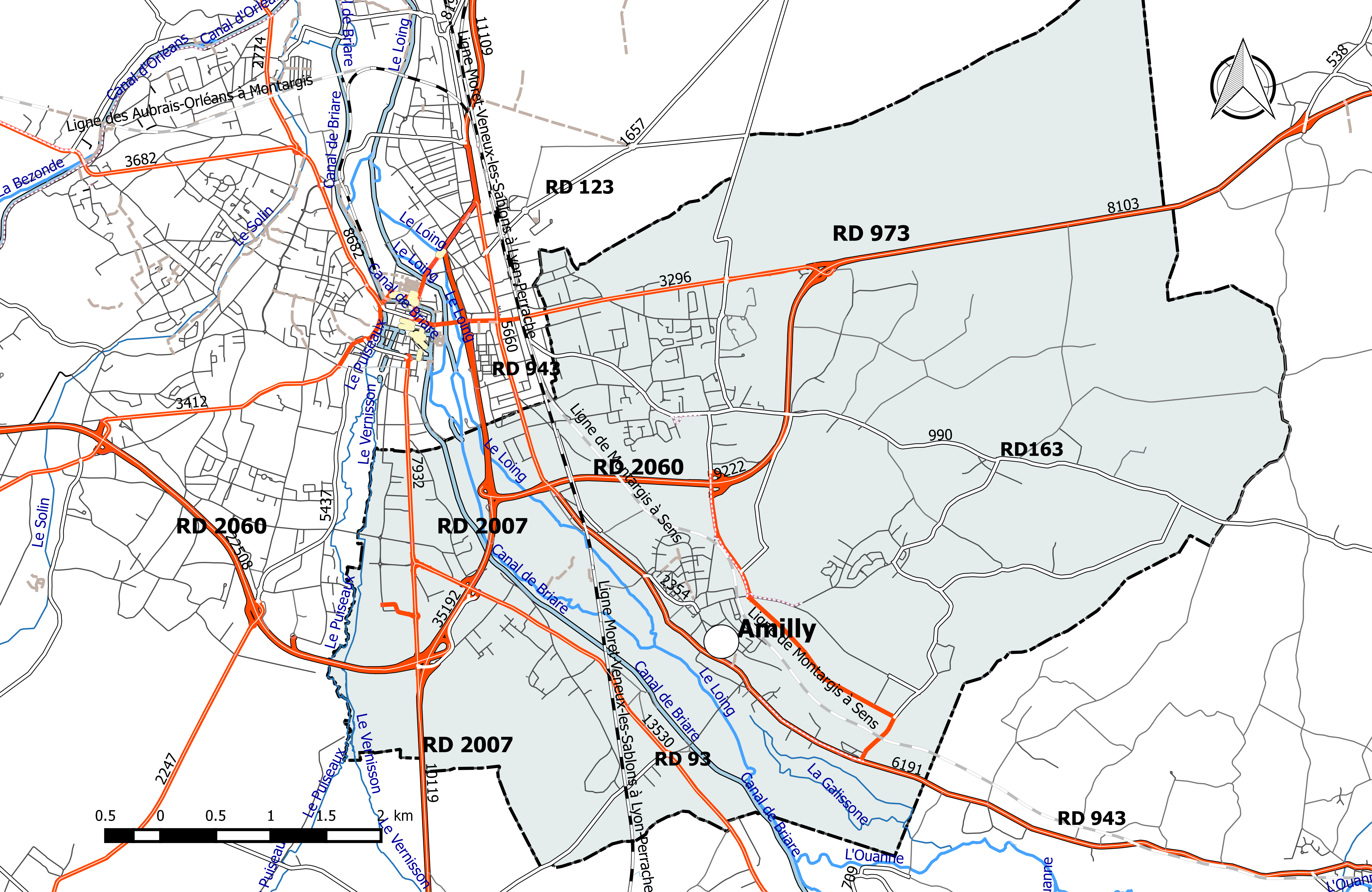
Réseau routier principal de la commune d'Amilly (avec indication du trafic routier 2014).

Le territoire de la commune est traversé par les routes nationales 7 (Dordives-Briare) et 60 (Orléans-Sens), et par les routes départementales 93 (Montargis - Rogny-les-Sept-Écluses) en rive gauche du Loing (côté sud) et 943 (Montargis-Joigny) en rive droite.
Amilly se situe à 10 km à l'est de l'entrée Pannes de l'A77 et à 12 km au sud de l'entrée Fontenay-sur-Loing de l'autoroute A19. L'entrée Courtenay de l'autoroute A6 se trouve à 30 km à l'est.
La gare la plus proche, celle de Montargis, est à 4,5 km.
Le réseau de bus Amelys de l'agglomération montargoise dessert la ville d’Amilly, avec les lignes 1,2,3 et 5.

### Risques naturels et technologiques
La commune d'Amilly est vulnérable à différents aléas naturels : inondations (par débordement du Loing), climatiques (hiver exceptionnel ou canicule), mouvements de terrains ou sismique (sismicité faible).
Elle est également exposée à un risque technologique : le risque de transport de matières dangereuses
.
Entre 1987 et 2019, dix-sept arrêtés ministériels ayant porté reconnaissance de catastrophe naturelle ont été pris pour le territoire de la commune : huit  pour des inondations et coulées de boues intervenues et neuf pour des mouvements de terrains.

#### Risques naturels
Située immédiatement à l'aval de la confluence Loing-Ouanne, Amilly est traversée par le Puiseaux et le Vernisson à l’ouest, et par le Loing et le canal de Briare qui emprunte la vallée du Loing. En cas de crues de ces cours d'eau, certaines constructions, représentant plus de 130 personnes, ainsi que des entreprises en zone d'activités sont exposées. Les crues du Loing ont essentiellement lieu aux mois de décembre, janvier et février, qui concentrent l’ensemble des crues majeures, plus rarement en automne (octobre 1896), et au printemps (mai 1836). Les deux crues de référence sont celles de janvier 1910 (3,16 m à Montargis) et de mai-juin 2016 (3,36 m à la même station),. Le risque d'inondation est pris en compte dans l'aménagement du territoire de la commune par le biais du Plan de prévention du risque inondation (PPRI) Agglomération montargoise et Loing Aval approuvé le 20 juin 2007 par arrêté préfectoral et modifié en 2013 pour la commune de Dordives.
Le territoire de la commune peut également être concerné par un risque d'effondrement de cavités souterraines non connues. Une cartographie départementale de l'inventaire des cavités souterraines et des désordres de surface a été réalisée. Il a été recensé sur la commune plusieurs effondrements de cavités.
Par ailleurs le sol du territoire communal peut faire l'objet de mouvements de terrain liés à la sécheresse. Le phénomène de retrait-gonflement des argiles est la conséquence d'un changement d'humidité des sols argileux. Les argiles sont capables de fixer l'eau disponible mais aussi de la perdre en se rétractant en cas de sécheresse. Ce phénomène peut provoquer des dégâts très importants sur les constructions (fissures, déformations des ouvertures) pouvant rendre inhabitables certains locaux. Celui-ci a particulièrement affecté le Loiret après la canicule de l'été 2003. Une grande partie du territoire de la commune est soumis à un aléa « moyen » face à ce risque, selon l'échelle définie par le Bureau de recherches géologiques et minières (BRGM).
Depuis le 22 octobre 2010, la France dispose d’un nouveau zonage sismique divisant le territoire national en cinq zones de sismicité croissante. La commune, à l’instar de l’ensemble du département, est concernée par un risque très faible.

#### Risques technologiques
La commune est concernée par le risque de transport de matières dangereuses, en raison du passage sur son territoire d'itinéraires structurants supportant un fort trafic (en particulier les routes départementales 2060-2007),.

## Toponymie
La ville d'Amilly doit son nom à Aemilius, citoyen de la ville gallo-romaine des Closiers, propriétaire au IVe siècle d'un domaine à l’emplacement de l’actuel promontoire du bourg. C'est dans ce domaine que les habitants de la région ont pu trouver refuge lors des invasions barbares. De ce regroupement est née une ville, dont le nom s’inspire du celui du sauveur Aemilius : Amiliacum, devenue Amilly.

## Histoire

### Préhistoire
Près du bourg des Maupas dans le nord de la commune, se trouve un atelier néolithique d'extraction de blocs de matière première et de taille de haches silex. Quatre fosses d'extraction ont été identifiées et cinq autres probables repérées ; creusées jusqu'au sommet de la couche d'argile à silex, elles peuvent mesurer jusqu'à approximativement 10 m de diamètre et 1,40 m de profondeur. Leur mode de comblement suggère une occupation saisonnière. Environ 2 000 objets ont été mis au jour, dont 15 ébauches de haches, 10 outils, 20 nucléus et 39 blocs testés. Les outils incluent des racloirs, des éclats retouchés, des grattoirs, une coche (pièce de flèche), un percuteur, une hache polie retaillée. 

Ce site pourrait être complémentaire de ceux de Corquilleroy (environ 6 km au nord-ouest, en rive gauche du Loing) et de Fontenay-sur-Loing (environ 13 km au nord, en rive droite du Loing), où se retrouvent les mêmes chaînes opératoires quoique plus avancées sur ces deux derniers sites se trouvant sur des plateaux.

### Antiquité
Le plus gros sarcophage du Loiret a été découvert en 1983 sur la commune, au lieu-dit les Castors. Il contenait deux corps de femmes d'âges différents.

### Moyen âge
Dès le haut Moyen Âge (avant l'an 1000), le Loing était une rivière aménagée pour la navigation, avec des pertuis et des moulins à forge ou à blé.
Au XIIe siècle, la ville obtient une franchise de la part des seigneurs de Courtenay.
Vers le XIIIe siècle Amilly devient un centre religieux important, avec la présence de plusieurs couvents dont le premier (des dominicaines) s’installe en 1243.

### Temps modernes
Fin XVIe siècle, le roi Henri IV et Sully doublèrent le Loing par le canal de Loire en Seine qui devint le canal de Briare. Ce fut le plus grand chantier de travaux publics du XVIIe siècle. Ce canal assura le développement de la commune.
Le territoire d'Amilly abrite toujours un couvent de religieuses dominicaines où Marie Anne Jeanne de Riquetti de Mirabeau (1745-1808), fille aînée du marquis de Mirabeau, devient religieuse professe en 1764.
En 1630, Marie Granger de l'Assomption, religieuse bénédictine de l'abbaye de Montmartre, y fonde le couvent des Bénédictines de Notre-Dame-des-Anges; en 1792, 32 religieuses quitte le couvent pour l'Angleterre sous la direction de leur prieure, Gabrielle Elisabeth de Levis-Mirepoix; elles s'installent à Bodney Hall en 1793.

### Époque contemporaine
Au XIXe siècle, l’essor de la ville passe par le développement de filatures.
Entre le 29 janvier et le 8 février 1939, plus de 2 800 réfugiés espagnols fuyant l'effondrement de la république espagnole devant les troupes de Franco, arrivent dans le Loiret. Devant l'insuffisance des structures d'accueil d’Orléans, 46 centres d’accueil ruraux sont ouverts, dont un à Amilly. Les réfugiés, essentiellement des femmes et des enfants (les hommes sont désarmés et retenus dans le sud de la France), sont soumis à une quarantaine stricte, vaccinés, le courrier est limité, et le ravitaillement, s'il est peu varié et cuisiné à la française, est cependant assuré. Une partie des réfugiés rentrent en Espagne, incités par le gouvernement français qui facilite les conditions du retour ; ceux préférant rester sont regroupés au camp de la verrerie des Aydes, à Fleury-les-Aubrais.
Raymond Tellier, artisan imprimeur originaire d'Amilly (Loiret), arrêté le 9 février 1941 pour avoir reproduit et diffusé l'appel à la résistance de Maurice Thorez et Jacques Duclos, fait partie des 27 otages fusillés dans la carrière de La Sablière à Châteaubriant le 22 octobre 1941 en représailles après la mort de Karl Hotz.
Au milieu du XXe siècle, la surface de la commune passe de 1 973 hectares à 2 026 hectares, s'accroissant de 53 hectares.

## Politique et administration

### Découpage territorial

#### Bloc communal: Commune et intercommunalités
La paroisse et bourg d'Amilly acquiert le statut de municipalité avec le  décret du 12 novembre 1789 de l'Assemblée Nationale puis celui de « commune », au sens de l'administration territoriale actuelle, par le décret de la Convention nationale du 10 brumaire an II (31 octobre 1793). Il faut toutefois attendre la loi du 5 avril 1884 sur l'organisation municipale pour qu'un régime juridique uniforme soit défini pour toutes les communes de France, point de départ de l’affirmation progressive des communes face au pouvoir central.
Aucun événement de restructuration majeure du territoire, de type suppression, cession ou réception de territoire, n'a affecté la commune depuis sa création.

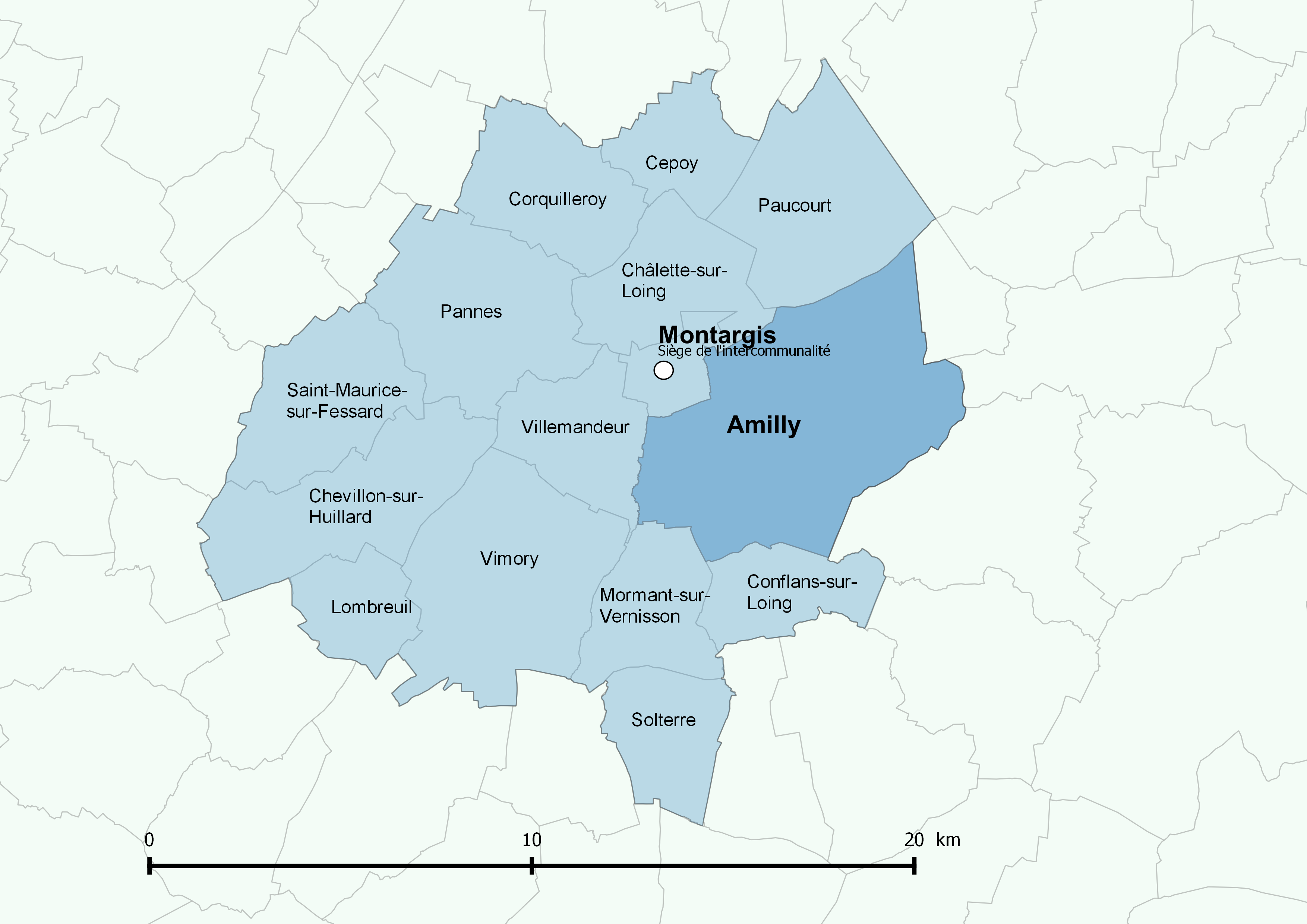
Localisation de la commune d'Amilly dans la communauté d'agglomération Agglomération Montargoise et Rives du Loing.

Initialement constitué par arrêté préfectoral le 30 mai 1959, le district urbain de l’agglomération Montargoise, le plus ancien district de France, regroupait huit communes dont la commune d'Amilly. Celui-ci avait des compétences réduites : ordures ménagères, transports, service départemental d’incendie et de secours (SDIS) et assainissement. La communauté d’agglomération a été créée dans l’optique d’avoir une mutualisation des moyens. En application des dispositions de la loi no 99-586 du 12 juillet 1999 relative au renforcement et à la simplification de la coopération intercommunale, le district s’est transformé en communauté d’agglomération qui a pris le nom de « Agglomération Montargoise et Rives du Loing » par arrêté préfectoral du 14 décembre 2001. Les statuts dont été adoptés le 13 juin 2002. La commune appartient à d'autres établissements publics de coopération intercommunale, de type syndicats ou autres regroupements intercommunaux. Le découpage territorial de ces structures est en constante évolution dans une perspective de rationalisation et d'efficience des services.
La loi du 7 août 2015 portant nouvelle organisation territoriale de la République (dite loi NOTRe), visant une réduction du nombre d'intercommunalités en France, fait passer de 5 000 à 15 000 habitants, sauf exceptions, le seuil démographique minimal pour constituer une communauté de communes et a un impact sur les périmètres des intercommunalités du département du Loiret dont le nombre passe de 28 à 16. Mais la communauté d'agglomération Agglomération Montargoise et Rives du Loing, dont la population totale dépasse le nouveau seuil minimal, ne voit pas son périmètre changer et la commune d'Amilly en reste donc membre. Cette loi a toutefois un impact sur ses compétences avec l'attribution de nouvelles compétences comme de la gestion des milieux aquatiques et de la prévention des inondations à partir du 1er janvier 2018.

#### Circonscriptions de rattachement
Sous l'Ancien Régime, à la veille des États généraux de 1789, la paroisse d'Amilly était rattachée sur le plan ecclésiastique à l'ancien diocèse de Sens et sur le plan judiciaire au bailliage de Montargis.
La loi du 22 décembre 1789 divise le pays en 83 départements découpés chacun en six à neuf districts eux-mêmes découpés en cantons regroupant des communes. Les districts, tout comme les départements, sont le siège d’une administration d’État et constituent à ce titre des circonscriptions administratives. La commune d'Amilly est alors incluse dans le canton de Montargis, le district de Montargis et le département du Loiret.
La recherche d’un équilibre entre la volonté d’organiser une administration dont les cadres permettent l’exécution et le contrôle des lois d’une part, et la volonté d’accorder une certaine autonomie aux collectivités de base (paroisses, bourgs, villes) d’autre part, s’étale de 1789 à 1838. Les découpages territoriaux évoluent ensuite au gré des réformes visant à décentraliser ou recentraliser l'action de l'État. La régionalisation fonctionnelle des services de l'État (1945-1971) aboutit à la création de régions. L'acte I de la décentralisation de 1982-1983 constitue une étape importante en donnant l'autonomie aux collectivités territoriales, régions, départements et communes. L'acte II intervient en 2003-2006, puis l'acte III en 2012-2015.
Le tableau suivant présente les rattachements, au niveau infra-départemental, de la commune d'Amilly aux différentes circonscriptions administratives et électorales ainsi que l'historique de l'évolution de leurs territoires.
| Circonscription             | Nom                | Période   | Type                         | Évolution du découpage territorial |
| --------------------------- | ------------------ | --------- | ---------------------------- | --- |
| District                    | Montargis          | 1790-1795 | Administrative               | La commune est rattachée au district de Montargis de 1790 à 1795,. La Constitution du 5 fructidor an III, appliquée à partir de vendémiaire an IV (1795) supprime les districts, rouages administratifs liés à la Terreur, mais maintient les cantons qui acquièrent dès lors plus d'importance. |
| Canton                      | Montargis          | 1790-1801 | Administrative et électorale | En 1790, lors de la création des cantons, districts et départements, la commune d'Amilly est rattachée au canton de Montargis. Les cantons sont supprimés, en tant que découpage administratif, par une loi du 26 juin 1793, et ne conservent qu'un rôle électoral. Ils permettent l’élection des électeurs du second degré chargés de désigner les députés. Ils acquièrent une fonction administrative avec la disparition des districts en 1795. |
| Canton                      | Montargis          | 1801-1973 | Administrative et électorale | Sous le Consulat, un redécoupage territorial visant à réduire le nombre de justices de paix ramène le nombre de cantons dans le Loiret de 59 à 31. Amilly est alors rattachée au canton de Montargis par arrêté du 9 vendémiaire an X (30 septembre 1801),. |
| Canton                      | Amilly             | 1973-2015 | Administrative et électorale | En 1973, la commune est rattachée au canton d'Amilly, un canton issu de la division de l'ancien canton de Montargis,. |
| Canton                      | Châlette-sur-Loing | 2015-     | Électorale                   | La loi du 17 mai 2013 et ses décrets d'application publiés en février et mars 2014 introduisent un nouveau découpage territorial pour les élections départementales. La commune est alors rattachée au canton de Châlette-sur-Loing. Depuis cette réforme, plus aucun service de l'État n'exerce sa compétence sur un territoire s'appuyant sur le nouveau découpage cantonal. Le canton a disparu en tant que circonscription administrative de l'État ; il est désormais uniquement une circonscription électorale dédiée à l'élection d'un binôme de conseillers départementaux siégeant au conseil départemental. |
| Arrondissement              | Montargis          | 1801-     | Administrative               | Amilly est rattachée à l'arrondissement de Montargis depuis sa création en 1801,. |
| Circonscription législative | 4e circonscription | 2010-     | Électorale                   | Lors du découpage législatif de 1986, le nombre de circonscriptions législatives passe dans le Loiret de 4 à 5. Un nouveau redécoupage intervient en 2010 avec la loi du 23 février 2010. En attribuant un siège de député « par tranche » de 125 000 habitants, le nombre de circonscriptions par département varie désormais de 1 à 21,. Dans le Loiret, le nombre de circonscriptions passe de cinq à six. La réforme n'affecte pas Amilly qui reste rattachée à la quatrième circonscription. |

#### Collectivités de rattachement
La commune d'Amilly est rattachée au département du Loiret et à la région Centre-Val de Loire, à la fois circonscriptions administratives de l'État et collectivités territoriales.

### Politique et administration municipales

#### Conseil municipal et maire
Depuis les élections municipales de 2014, le conseil municipal d'Amilly, commune de plus de 1 000 habitants, est élu au scrutin proportionnel de liste à deux tours (sans aucune modification possible de la liste), pour un mandat de six ans renouvelable. Il est composé de 33 membres. L'exécutif communal est constitué par le maire, élu par le conseil municipal parmi ses membres, pour un mandat de six ans, c'est-à-dire pour la durée du mandat du conseil.
| Période    | Période  | Identité         | Étiquette     | Qualité                           |
| ---------- | -------- | ---------------- | ------------- | --------------------------------- |
| 1939       | 1945     | Louis Dureux     |               |                                   |
| 1960       | 1971     | Henri Croll      | Centre gauche | Médecin                           |
| avant 1986 | 1989     | Philippe Girardy | PS            |                                   |
| 1989       | En cours | Gérard Dupaty,   | DVD           | médecin, conseiller départemental |

### Finances
En 2011, la commune disposait d’un budget de 26 390 000 € dont 19 328 000 € de fonctionnement et 7 062 000 € d'investissement, en diminution de -6 % par rapport à 2005.
Le budget de fonctionnement était financé à hauteur de 44,5 % par les impôts locaux, 12,1 % par d'autres impôts et taxes et 15,5 % par la dotation globale de fonctionnement. Ces indicateurs étaient cette même année pour les communes de la même strate, de 10 000 à 20 000 habitants, respectivement de 36,4 %, 7,1 % et 17,9 %.
Les taux d’imposition fixés par la commune étaient de 20,5 % pour la taxe d'habitation, de 30,3 % pour la taxe foncière sur le bâti et 73,7 % pour la taxe foncière sur le non-bâti. Les taux de la strate des communes de 10 000 à 20 000 habitants étaient respectivement de 15,7 %, 22,9 % et 59,4 %.
Le taux de la cotisation foncière des entreprises, qui a remplacé la taxe professionnelle en 2010, fixé par l’intercommunalité, était de 24,4 %.
La dette cumulée de la commune est quasiment nulle. Elle s'élevait au 31 décembre 2011 à 9 000 €, soit 1 € par habitant, en diminution de -94 % par rapport à 2005. La dette moyenne par habitant de la strate des communes de 10 000 à 20 000 habitants s'élevait quant à elle en 2011 à 935 €.
| Année | Population | Fonctionnement   | Fonctionnement  | Fonctionnement   | Investissements    | Investissements | Autofinancement | Endettement              | Endettement                              | Fiscalité | Fiscalité | Fiscalité | Fiscalité | Fiscalité                     | Fiscalité                     | Fiscalité              |
| Année | Population | Produits (en k€) | Charges (en k€) | Résultat (en k€) | Ressources (en k€) | Emplois (en k€) | CAF (en k€)     | encours au 31/12 (en k€) | encours par habitant (en € par habitant) | TH        | TFb       | TFnb      | Tpfa      | Potentiel fiscal par habitant | Potentiel fiscal par habitant | Produits impôts locaux |
| Année | Population | Produits (en k€) | Charges (en k€) | Résultat (en k€) | Ressources (en k€) | Emplois (en k€) | CAF (en k€)     | encours au 31/12 (en k€) | encours par habitant (en € par habitant) | TH        | TFb       | TFnb      | Tpfa      | commune                       | strate                        |                        |
| --- | ---------- | ---------------- | --------------- | ---------------- | ------------------ | --------------- | --------------- | ------------------------ | ---------------------------------------- | --------- | --------- | --------- | --------- | ----------------------------- | ----------------------------- | ---------------------- |
| 2005 | 12227      | 18 289           | 13 967          | 4 322            | 9 922              | 8 437           | 4 879           | 218                      | 18                                       | 20,5 %    | 30,3 %    | 73,7 %    | 0 %       | 969                           | 696                           | 6498                   |
| 2006 | 12227      | 17 343           | 12 723          | 4 621            | 7 301              | 6 936           | 5 082           | 70                       | 6                                        | 20,5 %    | 30,3 %    | 73,7 %    | 0 %       | 1 007                         | 719                           | 6717                   |
| 2007 | 12227      | 17 512           | 13 592          | 3 920            | 7 635              | 4 836           | 4 397           | 57                       | 5                                        | 20,5 %    | 30,3 %    | 73,7 %    | 0 %       | 1 035                         | 744                           | 6911                   |
| 2008 | 12227      | 17 994           | 13 739          | 4 255            | 5 791              | 5 305           | 4 725           | 44                       | 4                                        | 20,5 %    | 30,3 %    | 73,7 %    | 0 %       | 1 056                         | 763                           | 7105                   |
| 2009 | 12339      | 18 579           | 14 173          | 4 405            | 6 025              | 6 228           | 4 955           | 30                       | 2                                        | 20,5 %    | 30,3 %    | 73,7 %    | 0 %       | 1 114                         | 796                           | 7351                   |
| 2010 | 12287      | 18 696           | 14 151          | 4 546            | 6 178              | 4 276           | 5 281           | 20                       | 2                                        | 20,5 %    | 30,3 %    | 73,7 %    | 0 %       | 1 150                         | 814                           | 7658                   |
| 2011 | 12192      | 19 328           | 14 657          | 4 671            | 7 062              | 3 492           | 5 187           | 9                        | 1                                        | 20,5 %    | 30,3 %    | 73,7 %    | 0 %       | 0                             | 0                             | 7935                   |
| Notes : CAF = Capacité d'autofinancement nette du remboursement en capital des emprunts, TH = Taux de la taxe d'habitation, TFb = taux de la taxe sur le foncier bâti, TFnb = taux de la taxe sur le foncier non bâti, Tpfa = Taxe professionnelle (fiscalité additionnelle) |            |                  |                 |                  |                    |                 |                 |                          |                                          |           |           |           |           |                               |                               |                        |

### Jumelages

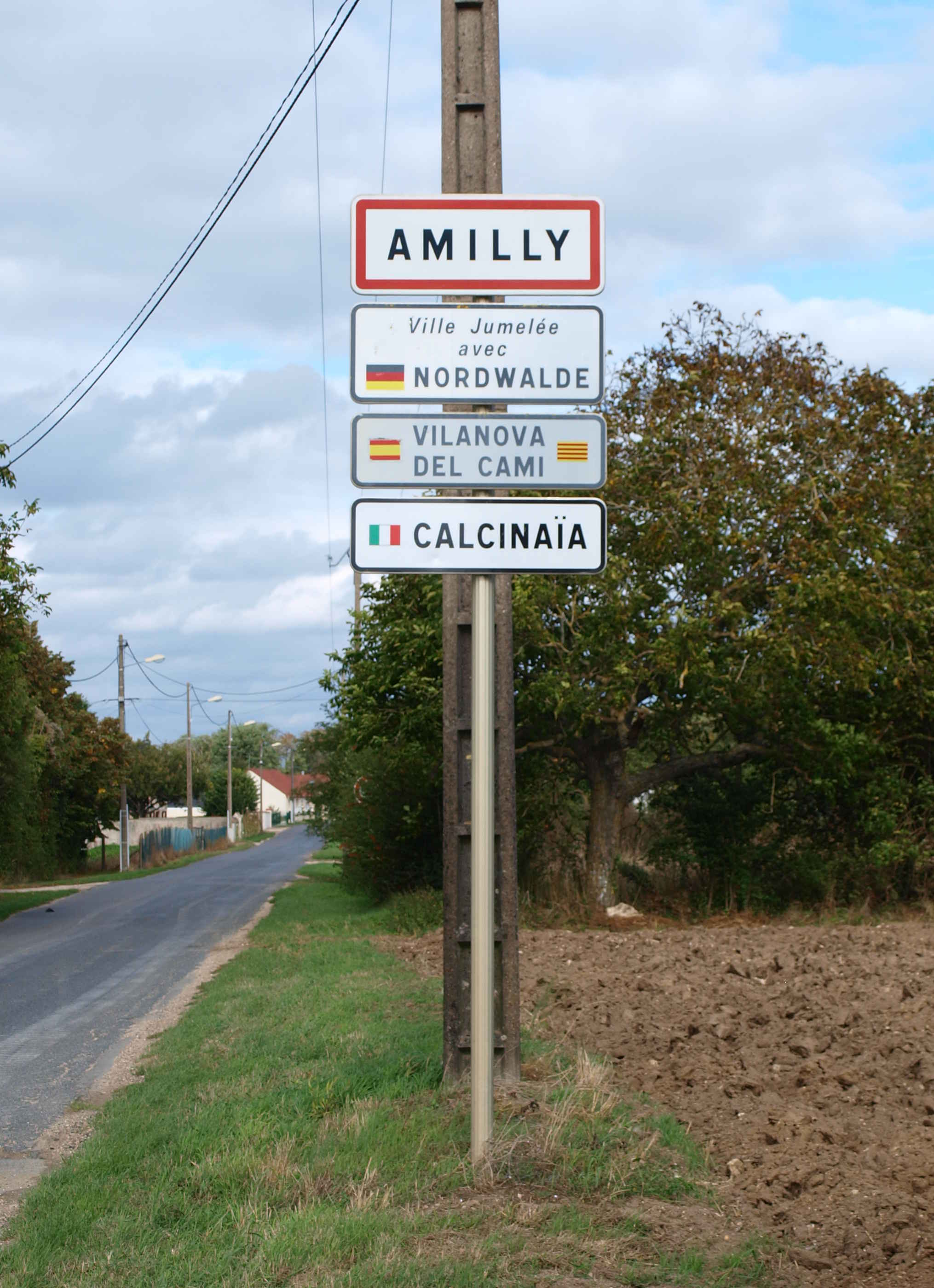
Panneau signalant les jumelages d'Amilly.

La commune est impliquée dans trois accords de jumelage avec des villes européennes :
- Nordwalde (Allemagne) depuis 1977[107] ;
- Vilanova del Camí (Espagne) depuis 2002[108] ;
- Calcinaia (Italie) depuis 2010[109].

Elle parraine également depuis 2002 la ville de San Vicente en Équateur.
En 2008, la commune a reçu le label « Ville Internet ».
Le 6 juillet 2020, la commune a reçu le Prix de l'Europe du Conseil de l'Europe pour ses efforts exceptionnels en faveur de l'intégration européenne.

## Équipements et services

### Environnement

#### Gestion des déchets
En 2016, la commune est membre du syndicat mixte de ramassage et de traitement des ordures ménagères (SMIRTOM) de Montargis, créé en 1968. Celui-ci assure la collecte et le traitement des ordures ménagères résiduelles, des emballages ménagers recyclables et des encombrants en porte à porte et du verre en points d’apport volontaire Un réseau de trois déchèteries, dont une est située sur le territoire communal, accueille les encombrants et autres déchets spécifiques (déchets verts, déchets dangereux, gravats, ferraille, cartons…).
Le SMIRTOM de Montargis procède également à l'élimination et la valorisation énergétique des déchets ménagers et de ceux issus de la collecte sélective dans l'unité d'Amilly, construite en 1969. Une convention de délégation du service public de traitement a été conclue en 2013 avec la société Novergie Centre, filiale énergie du Groupe Suez pour la valorisation énergétique des déchets.
Depuis le 1er janvier 2017, la « gestion des déchets ménagers » ne fait plus partie des compétences de la commune mais est une compétence obligatoire de la communauté d'agglomération Agglomération montargoise et rives du Loing en application de la loi NOTRe du 7 août 2015.

#### Production et distribution d'eau
Le service public d’eau potable est une compétence obligatoire des communes depuis l’adoption de la loi du 30 décembre 2006 sur l’eau et les milieux aquatiques. Au 31 décembre 2016, la production et la distribution de l'eau potable sur le territoire communal sont assurées par la Communauté de l'Agglomération Montargoise Et des Rives du Loing (A.M.E.),,. L'eau brute est pompée par le biais de six forages : trois à Amilly (la Chise 1, la Chise 2 et la Chise 3) et trois à Pannes (la Justice-Aunois, la Rivière-Aunois et la Grand Aunois). En 2015, 3 410 022 m3 d'eaux brutes ont été prélevés en nappe pour desservir les 21 102 abonnés de l'agglomération montargoise (soit 52 092 habitants raccordés).

#### Assainissement
La compétence assainissement, qui recouvre obligatoirement la collecte, le transport et l’épuration des eaux usées, l’élimination des boues produites, ainsi que le contrôle des raccordements aux réseaux publics de collecte, est également assurée par l'A.M.E.,,.
La commune est raccordée à deux stations d'épuration. La plus importante, dénommée Chalette/Montargis,située sur la commune de Chalette-sur-Loing, a été mise en service le 1er janvier 2004 et a une capacité nominale de traitement de  85 000 EH, soit 16 700 m3/jour. Le seconde, dénommée Amilly-Montargis, située sur le territoire d'Amilly, a été mise en service le 1er janvier 1985 et a une capacité nominale de traitement de 17 000 EH, soit 2 180 m3/jour. Ces deux équipement utilisent un procédé d'épuration biologique dit « à boues activées » et sont exploités en 2017 par la Lyonnaise des Eaux Amilly.
Certaines rues de la commune ne sont pas desservies par le réseau d’eaux usées (réseau d’assainissement collectif) de l’Agglomération Montargoise et les habitations doivent dès lors être pourvues d’un système d’assainissement individuel (assainissement non collectif). L’assainissement non collectif (ANC) désigne les installations individuelles de traitement des eaux domestiques qui ne sont pas desservies par un réseau public de collecte des eaux usées et qui doivent en conséquence traiter elles-mêmes leurs eaux usées avant de les rejeter dans le milieu naturel. L'agglomération montargoise assure le service public d'assainissement non collectif (SPANC), qui a pour mission de vérifier la bonne exécution des travaux de réalisation et de réhabilitation, ainsi que le bon fonctionnement et l’entretien des installations,.

### Enseignement

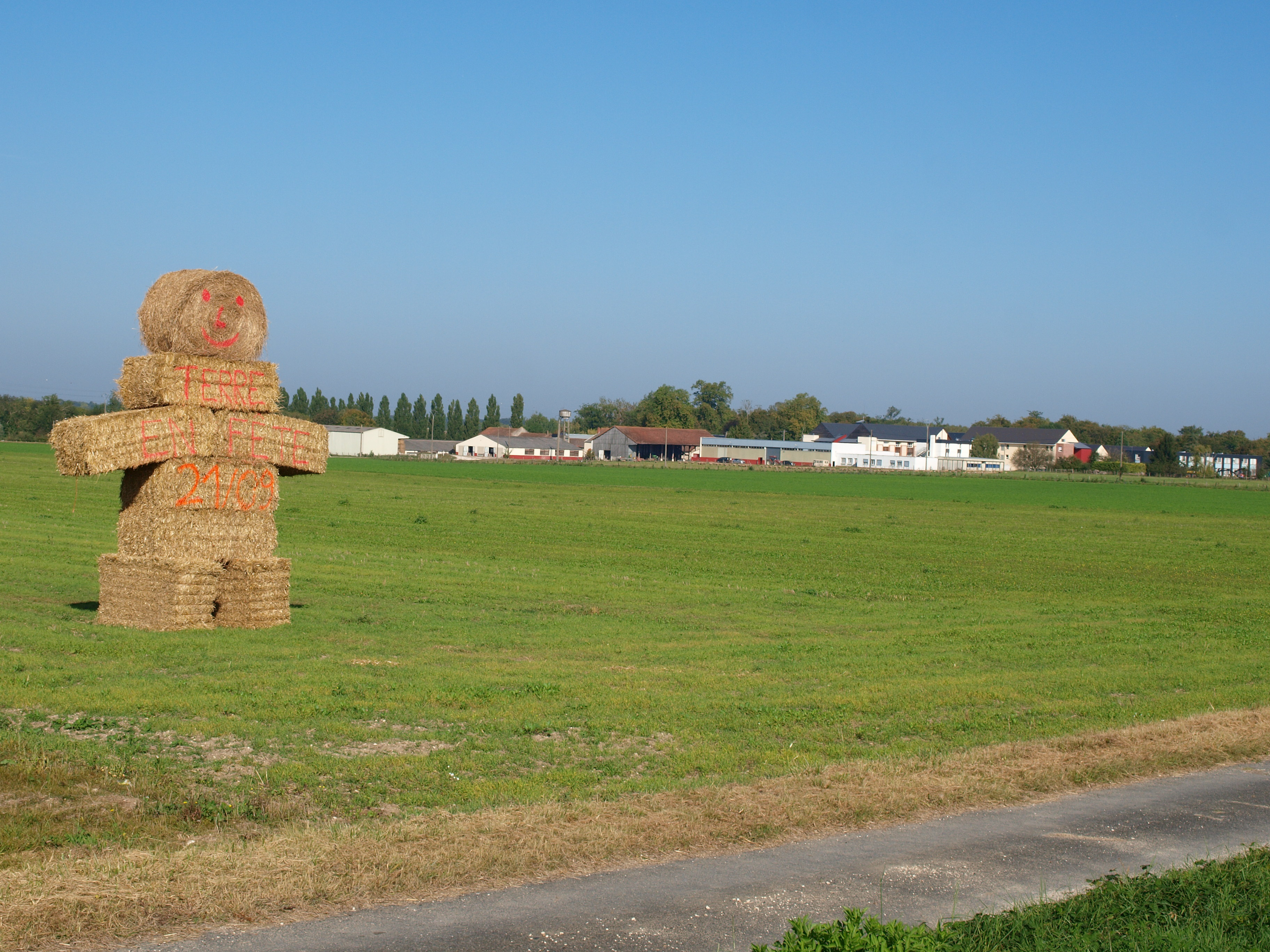
Lycée agricole Le Chesnoy : la Terre en Fête 2014.

Amilly est située dans l’académie d'Orléans-Tours et dans la circonscription de Montargis-Est. La commune possède deux écoles maternelles, quatre écoles primaires, un collège et un lycée agricole.
- Écoles maternelles et élémentaires publiques Saint-Firmin-des-Vignes et Clos Vinot ;
- École primaire publique Les Goths et Viroy ;
- Collège Robert Schuman ;
- Lycée agricole Le Chesnoy.

Un village d’enfants de la fondation MVE se trouve sur la commune.

### Santé
Le centre hospitalier de l’agglomération montargoise (CHAM) se situe à Amilly.

## Population et société

### Démographie
L'évolution du nombre d'habitants est connue à travers les recensements de la population effectués dans la commune depuis 1793. Pour les communes de plus de 10 000 habitants les recensements ont lieu chaque année à la suite d'une enquête par sondage auprès d'un échantillon d'adresses représentant 8 % de leurs logements, contrairement aux autres communes qui ont un recensement réel tous les cinq ans,.

En 2022, la commune comptait 13 432 habitants, en évolution de +5,81 % par rapport à 2016 (Loiret : +1,89 %, France hors Mayotte : +2,11 %).
| 1793  | 1800  | 1806  | 1821  | 1831  | 1836  | 1841  | 1846  | 1851  |
| ----- | ----- | ----- | ----- | ----- | ----- | ----- | ----- | ----- |
| 1 246 | 1 474 | 1 424 | 1 441 | 1 618 | 1 675 | 1 670 | 1 824 | 2 013 |

| 1856  | 1861  | 1866  | 1872  | 1876  | 1881  | 1886  | 1891  | 1896  |
| ----- | ----- | ----- | ----- | ----- | ----- | ----- | ----- | ----- |
| 2 162 | 2 263 | 2 093 | 2 304 | 2 429 | 2 555 | 2 594 | 2 374 | 2 220 |

| 1901  | 1906  | 1911  | 1921  | 1926  | 1931  | 1936  | 1946  | 1954  |
| ----- | ----- | ----- | ----- | ----- | ----- | ----- | ----- | ----- |
| 2 215 | 2 235 | 2 203 | 2 200 | 2 504 | 2 934 | 3 317 | 3 828 | 4 213 |

| 1962  | 1968  | 1975  | 1982  | 1990   | 1999   | 2006   | 2011   | 2016   |
| ----- | ----- | ----- | ----- | ------ | ------ | ------ | ------ | ------ |
| 5 468 | 6 705 | 8 373 | 9 478 | 11 029 | 11 497 | 11 667 | 11 833 | 12 694 |

| 2021   | 2022   | - | - | - | - | - | - | - |
| ------ | ------ | - | - | - | - | - | - | - |
| 13 267 | 13 432 | - | - | - | - | - | - | - |

### Enseignement
Amilly se situe dans l'Académie d'Orléans-Tours (Zone B) et dans la circonscription de Montargis Est.
La commune compte de nombreux établissements scolaires de la maternelle au lycée :
- École maternelle St-Firmin-des-Vignes
- École élémentaire St-Firmin-des-Vignes
- École maternelle du Clos Vinot
- École élémentaire du Clos Vinot
- École primaire Les Goths
- École primaire Viroy
- Collège Robert Schuman
- Lycée d'enseignement général et technologique agricole le Chesnoy.

## Économie

### Parc d'entreprises
Au sein de l’agglomération montargoise, Amilly se distingue par le fait qu’elle possède la plus grande zone industrielle (environ 30 entreprises sur 120 ha) de même que la plus grande zone commerciale de l’agglomération. Elle accueille l’entreprise Sanofi avec un site de production chimique et pharmaceutique, inauguré en 1961, et un site de distribution, inauguré en 1974. Les sites comptent environ 350 employés. La commune participe ainsi fortement au pôle pharmaceutique régional et national.
Le siège de la Mutuelle nationale des hospitaliers et des professionnels de la santé et du social (MNH), est installé avenue d'Antibes, entreprise mutualiste qui s'adresse à l'ensemble des professions de santé exerçant dans le privé ou dans des structures publiques.

## Vie locale

### Sports
- La ville a été ville-départ de la course cycliste de Paris-Nice à deux reprises :  Paris-Nice 2008 et 2009. Elle sera ville-arrivée de la 2e étape de Paris-Nice 2021 qui se déroulera le 8 mars[137].
- 8 circuits de randonnées sont présents sur le territoire : 4 parcours pédestres, 3 parcours VTT et un parcours vélo. La commune dispose également d’une piscine, un dojo, deux stades, 3 gymnases, 1 stand de tir, une salle de gymnastique, des courts de tennis, un terrain de football et un terrain de pétanque[138].

### Culture
La ville met à disposition différents équipement culturels : une école de musique, une école d’art, une médiathèque et  un centre d'art contemporain, Les Tanneries, dont l'ouverture au public a lieu le samedi 24 septembre 2016.
L’association « galerie d’artistes » (Agart) réalise quatre à cinq expositions par an et différentes soirées évènementielles.
Les Jardins d'Agrément proposent depuis plus de quinze années des activités musicales de renommée internationale. En 2015 s'est tenue la 20e édition de l'Académie internationale de musique baroque. L'Orchestre européen baroque EUBO est accueilli en résidence tous les ans et cela depuis 2005.

### Cadre de vie
La ville possède le label ville fleurie, trois fleurs lui ont été attribuées par le conseil national des villes et villages fleuris de France dans le cadre du concours des villes et villages fleuris.

## Culture locale et patrimoine

### Lieux et monuments

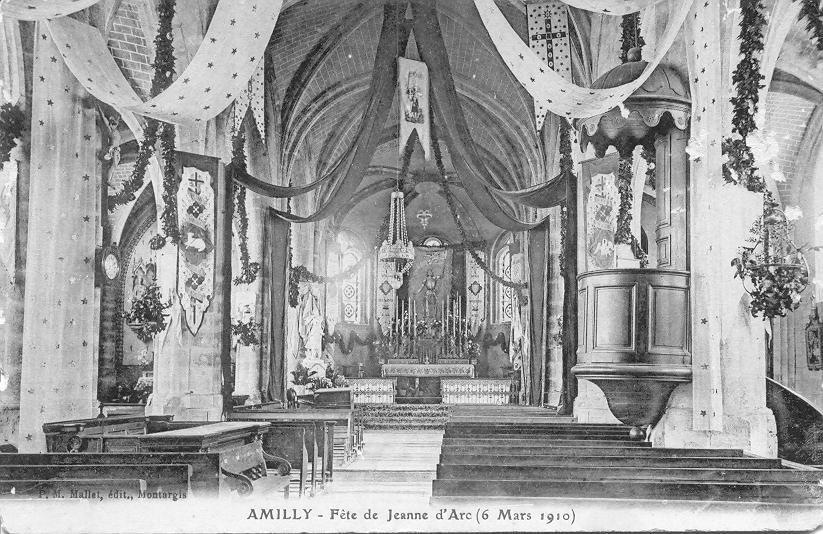
Intérieur de l'église Saint-Martin.

- L’église Saint-Martin, du XVIe siècle, est classée monument historique depuis le 6 octobre 1925[141] ;
- Les châteaux : de Varennes date du XVIe siècle ; des Bourgoins, du XVIIIe siècle, a appartenu au peintre Girodet-Trioson ; de La Ferté datant du XVIIIe siècle est un ancien pavillon de chasse, sur les bords du canal de Briare, avec un parc de l’école d’Hubert Robert, et un tilleul de sept mètres de circonférence, classé parmi les « arbres remarquables de France » ; de La Pailleterie héberge l’école de musique ;
- Le moulin Bardin, ancien moulin à farine transformé et reconstruit à la fin du XIXe siècle. Il contient une roue à aubes et est situé sur le chemin de halage du canal de Briare ; une passerelle métallique au-dessus du canal permet de relier le moulin à la maison d’habitation attenante. Le moulin est classé monument historique depuis le 3 mars 1991[142] ;
- Le Musée des arts et traditions populaires, également appelé musée de la Pailleterie, inauguré en septembre 1989[143] ; (définitivement fermé)
  - Les anciennes tanneries d'Amilly ont cessé leur activité en 1971. Le bâtiment date de 1947, et après 1971 il a servi de stockage pour produits pharmaceutiques jusqu'en 1990. Leur site est maintenant classé en zone naturelle, et le bâtiment abrite des activités culturelles : expositions d'art contemporain, siège de la troupe de théâtre Masque d'Or[144]. Réhabilité par l'architecte Bruno Gaudin, le bâtiment abrite désormais un centre d'art contemporain, inauguré le 24 septembre 2016. Le projet des Tanneries est porté par la Ville d’Amilly. Il reçoit le soutien du Ministère de la Culture et de la Communication – DRAC Centre-Val de Loire, du Conseil Régional Centre-Val de Loire, de l’Agglomération Montargoise Et Rives du Loing. Sa création a été cofinancée par le Feder et le CPER, ainsi que par la Fondation Total dans le cadre de son partenariat avec la Fondation du Patrimoine.

### Personnalités liées à la commune
- Girodet-Trioson (1767-1824), peintre français, habita le château des Bourgoins.
- Olympe Amaury (1901-2015), doyenne des Français à partir du 2 avril 2015, y vivait dans une maison de retraite et y est morte.
- Habib Bourguiba (1903-2000), avocat et homme politique tunisien, premier président de la Tunisie, séjourna au château de La Ferté à Amilly pendant l’été 1954. Il y négocia l’indépendance de la Tunisie avec le gouvernement de Pierre Mendès France.
- François Béranger (1937-2003), compositeur et chanteur français, y est né.
- François Bonneau (1953-), homme politique français, y est né.
- Romuald Boulanger (1978-), animateur de radio et producteur français, y est né.
- Daniel Langlet (1945-2008), acteur français, y est mort.
- Karim M'Ziani (1995-), juriste international français, y est né.

### Manifestations
- La fête artisanale et commerciale du Gros Moulin a lieu tous les ans au mois de mars.
- Le marché a lieu tous les dimanches matin.
- La fête de l'Europe a lieu tous les ans durant le premier week-end de juillet.
- Expositions du centre d'art contemporain Les Tanneries.

### Héraldique
| Blason d'Amilly | Les armes d'Amilly se blasonnent ainsi : Écartelé : au 1er d'argent à l'aigle bicéphale de sable, au 2e de gueules au lion d'argent, la queue fourchue et passée en sautoir, au 3e d'azur à la fasce d'argent accompagnée de trois merlettes du même rangées en chef et d'une roue de moulin d'argent en pointe, au 4e de gueules à trois harpons d'argent. |